# Anthistarcha
Anthistarcha é um gênero de traça pertencente à família Agonoxenidae.